# So Get Up
So Get Up, escrito e vocalizado por Ithaka, também conhecido como Ithaka Darin Pappas, é um vocal-poema de música eletrônica de dança falado em 1993 e frequentemente creditado à dupla de produção de música local Underground Sound of Lisbon e ao duo de música alemã Trance, Cosmic Gate.
Letras (em inglês): The end of the earth is upon us. Pretty soon it’ll all turn to dust.
So get up. Forget the past. Go outside and have a blast.
Go a thousand miles in a jet airplane. Go out of your mind go insane.
To a place you never been before. Eat ice cream our you’ll lick the floor.
'Cause, the end of the earth is upon us. Pretty soon it’ll all turn to dust.
Goodbye my friends. Goodbye world. I’ll see you in the next life.

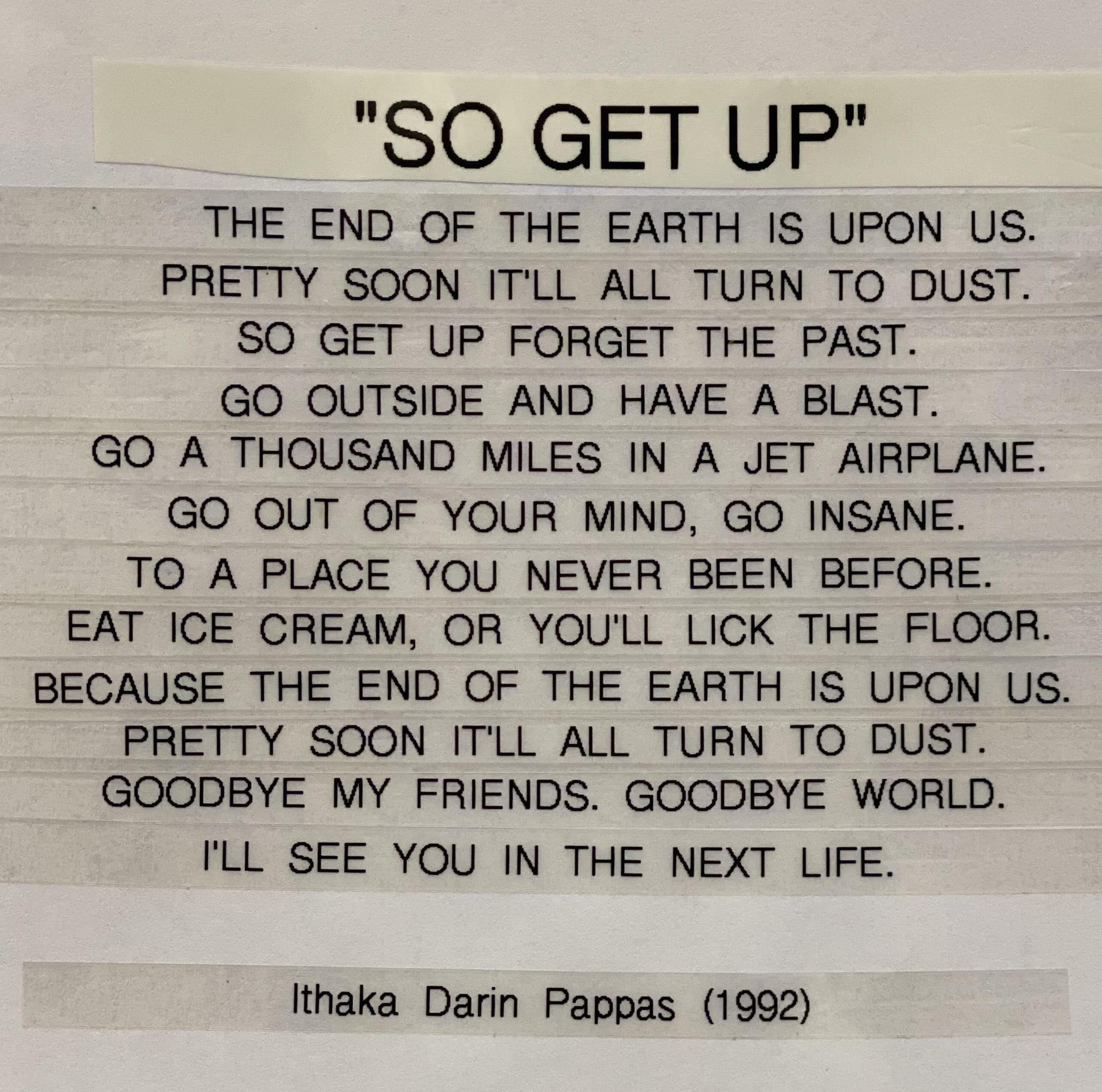
So Get Up colagem-lírica

Ithaka Darin Pappas viveu e gravou em Lisboa, Portugal de 1992 a 1998. O seu poema So Get Up (então intitulado "So Get Up, The End Of The Earth Is Upon Us") foi escrito e vocalizado em Janeiro de 1993 para um programa chamado "Bairro Quatro" na Rádio Comercial em Lisboa. O técnico de som da estação, Pedro Costa, gravou a voz de Ithaka ao vivo no ar. Dois meses depois, em março de 1993, uma demo de techno-pop musicalmente inspirado por Kraftwerk, foi feita em Manchester, Inglaterra, com um estudante engenheiro / produtor. O primeiro elemento musical "publicamente lançado, fisicamente fabricado" que apoia o poema foi criado em 1994 por DJ Vibe & Doctor J de Underground Sound Of Lisbon (ou USL), que convidou Ithaka (na época usando um nome de alias, Korvowrong) como um vocalista convidado em seu primeiro lançamento. 
Este terceiro gravação da poema com USL foi um grande sucesso tendo sido licenciado para a norte-americana Tribal Records com oito remisturas por Junior Vasquez e Danny Tenaglia.  Além das remisturas, a parte vocal de Ithaka apareceu deste lancamento americano sozinho e posteriormente foi remisturada e samplado mais de mil vezes. Hoje em dia, o poema So Get Up é considerado a vocal acapella mais samplado na história da música, e também pode ser considerado entre os mais famosos exemplos de poesia literária já escritos em Portugal, ao lado dos trabalhos de Fernando Pessoa e de Luís de Camões. 

## So Get Up ea Estrela de Cinema Coreana, Jun Ji-Hyun
Em 1997, o projeto breakbeat britânico Stretch N Vern convidou Ithaka Darin Pappas para gravar mais uma vez o vocal do seu poema "So Get Up" para novas versões da canção intitulada, Get Up! Go Insane!  Essas misturas foram lançadas pela "Grand Slam Records" na U.K. com a participação de Fatboy Slim.  Em Inglaterra, a canção traçou o número 17 nas charts independentes da dança.  Umas dessa misturas de foi encontrada nas mãos dos executivos da Samsung Korea, que usou a música em uma campanha nacional de publicidade muito popular para a série de impressoras, My Jet.  O comercial estrelou uma atriz desconhecida chamada Jun Ji-Hyun (ou Wang Ji-hyun).  De acordo com a maioria das fontes de mídia, este repetitivo primetime televisão exposição com cujo engergetic dançando aos gritos de Ithaka de Get Up! Go Insane! e sua atitude super-confiante transformou Jun Ji-Hyun em um ícone adolescente da juventude quase que instantaneamente.   Hoje ela é uma das maiores personalidades de televisão e cinema da Coréia, aparecendo o número 4 na lista de Forbes Coreia 2015 de celebridades do poder. 

## Versões/Remixagems/Usos/Samplings (Lista incompleta)

### 1993
- Ithaka -  Rádio Commercial Lisboa "So Get Up" (letras e vocais por: Ithaka) Acapella gravado Jan. 1993 técnico de som, Pedro Costa [12]
- Ithaka - "So Get Up 1993" (letras e vocais por: Ithaka) Electro - versão demo gravado em Manchester, Inglaterra - Março 1993 [13]

### 1994
- Underground Sound Of Lisbon - "So Get Up" - Original Mix - (letras e vocais por: Ithaka) Kaos Records
- Ithaka - "So Get Up" - Acapella - (letras e vocais por: Ithaka) - técnico de som: Sinewave - TRIBAL America/I.R.S. [14]
- Junior Vasquez - "So Get Up - Junior's Factory Mix (letras e vocais por: Ithaka) TRIBAL America/I.R.S.[14]
- Junior Vasquez - "So Get Up" - Factory Dub (letras e vocais por: Ithaka) TRIBAL America/I.R.S.  [14]
- Danny Tenaglia - "So Get Up - Danny's "In The Light We Sleep" Mix (letras e vocais por: Ithaka) TRIBAL America/I.R.S. [14]
- Danny Tenaglia- "So Get Up - Get-Upella Mix (letras e vocais por: Ithaka) TRIBAL America/I.R.S. [14]
- Danny Tenaglia - "So Get Up - It's 4 P.M. Danny, Get Up! Dub (letras e vocais por: Ithaka) TRIBAL America/I.R.S. [14]
- Orion's Voice – "The Next Life": Original Mix (letras e vocais por: Ithaka)[14]
- Sarasite – "The End Of The Earth"- Jatzzup Mix (letras e vocais por: Ithaka) Melody Maker Records [Itália] [14]
- Sarasite – "The End Of The Earth" - Patrick P.D.jJ. Tribal Mix (letras e vocais por: Ithaka) Melody Maker Records [Itália] [15]
- Sarasite – "The End Of The Earth": M.C. Hair New Wave Vibrations mix (letras e vocais por: Ithaka) Melody Maker Records, [Itália] [15]

### 1995
- Committee - "Trance Line" (letras e vocais por: Ithaka) Lost Paradise Records [Itália][16]
- Public Domain – "So Get Up" : Jeremy mix (letras e vocais por: Ithaka) BZRK Records, Netherlands[17][18]
- Public Domain – "So Get Up" : Dr. Phil's mix  (letras e vocais por: Ithaka) BZRK Records, [Países Baixos] [18]
- Public Domain – "So Get Up" : original mix  (letras e vocais por: Ithaka) BZRK Records, [Países Baixos] [18]

### 1997
- Stretch & Verne – "Get Up, Go Insane !" (letras e vocais por: Ithaka) Spot On Records [REINO UNIDO]

### 1998
- Pathfinder - "So Get Up '98" - Odysee Of Life Remix(letras e vocais por: Ithaka) Refreshed [Alemanha] [19]
- Pathfinder - "So Get Up '98" - Apocalyptic Remix (letras e vocais por: Ithaka) Refreshed [Alemanha] [19] [20]

### 1999
- Marcel - Viginti Etduo - (letras e vocais por: Ithaka) Mole Listening Pearls [Alemanha] e Juice [Hungria] [21]

### 2000
- Fatboy Slim aka Norman Cook – Fatboy Slim's Greatest Remixes - "Get Up, Go Insane!" (letras e vocais por: Ithaka) [22] Priarity Records
- Atlantis ITA – See You In The Next Life : original mix (letras e vocais por: Ithaka) Overodose Records [Alemanha] [23]
- Atlantis ITA – See You In The Next Life : Dj Scot Project remix (letras e vocais por: Ithaka) Overodose Records [Alemanha] [23]

### 2001
- Ce Ce Lee - "Get Up" - (letras e vocais por: Ithaka) 24 Records [Itália] [24]
- PCP - "Zombie" - (letras e vocais por: Ithaka) PTP Records [Alemanha], Bit Music [Espanha], Hardcore Maniacs [Espanha] [25] [26]

### 2002
- Miss Kittin - "So Get Up"  Intro Acapella -  (letras e vocais por: Ithaka) Groove Records [Suíça] [27] [28]
- K-Traxx – "Hardventure" - Original Mix - (letras e vocais por: Ithaka) Titanic Records, [Itália] [29] [30]
- High Voltage - "Go Insane" - (letras e vocais por: Ithaka) Sys-X Records [Paises Baixos] [31] [32]
- Dylan - "Headcharge" - (letras e vocais por: Ithaka <> produced by Dylan Hilsley) Earth EP - Renegade Hardware Records [Reino Unido] [33] [34] [35]

### 2003
- Orion's Voice – "The Next Life": original mix (letras e vocais por: Ithaka) Re-Fuel Records [Paises Baixos] [36]
- Orion's Voice – "The Next Life": Origin Unknown remix (letras e vocais por: Ithaka) Re-Fuel Records [Paises Baixos] [36]

### 2004
- Mert Yücel - "So Get Up" - DeepXperience Mix - (letras e vocais por: Ithaka) Kaos Records [Portugal] [37]
- Eric Kupper - "So Get Up" - Tribalectro Mix - (letras e vocais por: Ithaka) Kaos Records [Portugal] [37]
- King-Size - "So Get Up" - King-Size Mix - (letras e vocais por: Ithaka) Kaos Records [Portugal] [37]
- Dan Robbins - "So Get Up" - Three Dimension Mix - (letras e vocais por: Ithaka) Kaos Records [Portugal] [37]
- Low End Specialists - "So Get Up" - Low End Specialists Mix - (letras e vocais por: Ithaka)Kaos Records [Portugal] [37]
- Committee - "Trance Line" - TCR Mix - (letras e vocais por: Ithaka)) Trance Corporation Recordings [Espanha] [16]

### 2005
- Architect - "Speed O.J." - (letras e vocais por: Ithaka) Hymen Records [Alemanha] [38]
- Meat Katie - "So Get Up" - (letras e vocais por: Ithaka) Fabric Records [Reino Unido] [39]

### 2006
- Phobia  - "All Points North" - (letras e vocais por: Ithaka) All Points North EP - Renegade Hardware Records [Reino Unido]

### 2007
- Lexicon Avenue - "So Get Up" - Damaged People Remix -  (letras e vocais por: Ithaka) Forensic Records [Reino Unido] [40]
- Dave Seaman - "So Get Up" -  Mirabeau Remix -  (letras e vocais por: Ithaka) Forensic Records [Reino Unido] [40]

### 2008
- Mowree - "So Get Up" - Next Life Mix - (letras e vocais por: Ithaka) Absolutely Records [Itália] [41]
- Sharp & Smooth (Alex Bass and David Mimram) - "So Get Up" - Sharp & Smooth Remix - (letras e vocais por: Ithaka) Absolutely Records [Itália]  [42]
- Phunk Investigation - "So Get Up" - O' Tech Mix - (letras e vocais por: Ithaka) Absolutely Records [Itália] [43]
- Phunk Investigation - "So Get Up" - Turbolento Mix - (letras e vocais por: Ithaka) Absolutely Records [Itália] [43]
- Phunk Investigation - "So Get Up" - Shuffling Phunk Investigation Mix - (letras e vocais por: Ithaka) Absolutely Records [Itália] [43]
- DJ Zorneus - "Insane" - DJ Zorneus Mix - (letras e vocais por: Ithaka) Mental Madness Records [Alemanha] [44] [45]
- Lochness DJ Team - "Insane" - Lochness DJ Team Remix - (letras e vocais por: Ithaka) Mental Madness Records [Alemanha] [44][45]
- Maziano - "Insane" - Maziano Remix - (letras e vocais por: Ithaka) Mental Madness Records [Alemanha] [44] [45]
- Dantime - "Insane" - Dantime Remix - (letras e vocais por: Ithaka) Mental Madness Records [Alemanha] [44] [45]
- Seikos - "Insane" - Seikos ICE507 Old Vinyl Remix - (letras e vocais por: Ithaka) Mental Madness Records [Alemanha] [44]> [45]

### 2009
- Andrea Doria & Dino Lenny - "So Get Up" Cover Version - Andre Dorio Mix - (letras por: Ithaka) Afterglow Records [46]
- Andrea Doria & Dino Lenny - "So Get Up" Cover Version - Dino Lenny Mix - (letras por: Ithaka) Afterglow Records [46]
- Andrea Doria & Dino Lenny - "So Get Up" Cover Version - Original Rework - (letras por: Ithaka) Afterglow Records [46]

### 2010
- Philippe Rochard - "PPF (Past Present Future)" - (letras e vocais por: Ithaka) Album: Angels and Demons / Sector Beatz [Suécia] [47] [48]

### 2011
- Bart Skils - "Dust" - (letras e vocais por: Ithaka) Tronic [Suécia] [49] [50] [51]

### 2012
- Hakan Sarigul - "So Get Up" - Original Mix - (letras e vocais por: Ithaka) Bliss Point Records [Turquia] [52]
- Derek Marin – "The End Of The Earth" - (letras e vocais por: Ithaka) Plastic City Records [Alemanha]  [53] [54]
- Danny Garlick - "So Get Up" - Original Mix - (letras e vocais por: Ithaka) Digital+ Records [Espanha] [55]
- Black Force - "Next Life" - (letras e vocais por: Ithaka) Part Three EP: Activa Records [Itália] [56] [57]

### 2013
- Armin Van Buuren - "So Get Up" - (letras e vocais por: Ithaka) Album: A State Of Trance 2013 - Armada Records [Paises Baixos] [58] [59]
- Hardwell - "So Get Up" - Hardwell On Air Episode 133 Mix - (letras e vocais por: Ithaka) [60]
- Cosmic Gate – "So Get Up" - (letras e vocais por: Ithaka) - Wake Your Mind Records [Alemanha] [61]
- Heartbeat (Agustin Servente & Matias Chavez) - "So Get Up" - Heartbeat Remix - (letras e vocais por: Ithaka) - Wake Your Mind Records [Alemanha] [62]
- Bob Ray & Van Dyuk – "So Get Up" - (letras e vocais por: Ithaka) - Elektrobeats Records [Itália][63]
- Furio Levant - "So Get Up!" - Original Mix -  (letras e vocais por: Ithaka) - Doctors Of Chaos Records [Itália] [64]
- Koozah - "Next Life" - (letras e vocais por: Ithaka) Next Cyclone Records [Itália][65] [66]

### 2014
- Ben Gold - "So Get Up" -  Ben Gold Remix - (letras e vocais por: Ithaka) Armada Records [Paises Baixos]
- Pelari - "So Get Up" -  Pelari Radio Edit - (letras e vocais por: Ithaka) Armada Records [Paises Baixos] [67]
- Igor Carmo - "So Get Up" (letras e vocais por: Ithaka) [68] Nervous records [EUA]
- Swing Kings - "The End Of The Earth" - (letras e vocais por: Ithaka) [69] Orange Groove Records
- JJ Mullor, Dani Sbert – "So Get Up" - (letras e vocais por: Ithaka) [70] Supermarket Records
- Micromakine - "Last Resurrection" - (letras e vocais por: Ithaka) Union Recordings [Polônia] [71] [72]
- Atmozfears - "The Next Life" - (letras e vocais por: Ithaka) - Memory Stick Records [Paises Baixos] [73]
- Acti & Antolini - "Belther" - (letras e vocais por: Ithaka) Subground Records [Itália] [74] [75]
- TNT (aka Technoboy), Tuneboy & Zatox - "Intensity" (letras e vocais por: Ithaka) Album: Certified One / HARDwithSTYLE Records [Paises Baixos] [76] [77]

### 2015
- Razat - "Get Up" Bombastic Bootleg Mash Up - (letras e vocais por: Ithaka)
- Joseph LP (Venzuela) - "So Get Up" - (letras e vocais por: Ithaka) People Tech Records [78]
- Alex Page - "So Get Up, Atom Bride" (letras e vocais por: Ithaka) [79]
- Lee Burridge - "So Get Up" - Burning Man Essential Mix - (letras e vocais por: Ithaka) BBC One Radio [Reino Unido] [80] [81]
- FuturePlays (Mexico) - "So Get Uo" - Original Mix - (letras e vocais por: Ithaka) Boshporus Underground Recordings [Turquia] [82]
- Samir Kuliev - "So Get Up" - Samir Kuilev Re-Edit - (letras e vocais por: Ithaka) Chuvstvo Ritma Records [Rússia] [83]

### 2016
- Club Atlas (Branko/Buraka Som Sistema) - "So Get Up" - Red Bull Culture Clash Mix - (letras e vocais por: Ithaka) Live Coliseu dos Recreios [Portugal] [84]
- Nell Silva - "So Get Up" - 22 Years Of So Get Up Mix - (letras e vocais por: Ithaka) Desire Records [Portugal] [85]
- Nell Silva - "So Get Up" - Vortex Remix - (letras e vocais por: Ithaka) - Desire Records [Portugal] [85]
- Alex Di Stefano - "So Get Up" - Mix Cut Remix - (letras e vocais por: Ithaka) Black Hole Recordings [86]
- Geometric Dark - "So Get Up" - Original Mix - (letras e vocais por: Ithaka) Party Label Unique Records [Paises Baixos] [87]
- FuturePlays (México) - "So Get Up" - Vocal Mix - (letras e vocais por: Ithaka) Black Habitat Records [88]

### 2017
- Ithaka - "So Get Up 2017" (letras e vocais por: Ithaka) - Album: So Get Up & The Lost Acapellas - (Sweatlodge Records) EUA [89]
- Armin Van Buuren - "So Get Up" - Armin's Acapella Mix (letras e vocais por: Ithaka) Realizado ao vivo 18 de Fev.- ASOT Festival [Utrecht, Netherlands] [90]
- Rui Flip - "All Turn To Dust" - (musicá e vocais: Rui Flip <> letras: Ithaka) Dogmain Records [Portugal] [91]
- 2017 Violet, BLEID, Caroline Lethô, EDND, Yen Sung (com Belita, Maria Amor, Sonja) - "So Get Up - IWD Cover Version" - (letras por: Ithaka) Equality Now Records [REINO UNIDO] [92]

### 2019
- John Neilan - "The End Is Nigh" - (letras e vocais por: Ithaka) [93]
- Br1an featuring Ithaka "Upon Us" – (letras e vocais por: Ithaka) 1A Recordings[94]
- Stretch N Vern - "Get Up! Go Insane!" - The Terrace Edit (letras e vocais por: Ithaka) London Recordings [95]
- Stretch N Vern - "Get Up! Go Insane!" KDA Let Me Be Remix 2019 (letras e vocais por: Ithaka) London Recordings [96]
- Stretch N Vern - "Get Up! Go Insane!" Plump DJs Remix 2019 (letras e vocais por: Ithaka) London Recordings [97]
- Stretch N Vern - "Get Up! Go Insane!" K & K Remix 2019 (letras e vocais por: Ithaka) London Recordings [98][99]
- Stretch N Vern - "Get Up! Go Insane!" Fatboy Disco Dub (letras e vocais por: Ithaka) London Recordings [100]
- Stretch N Vern - "Get Up! Go Insane!" Fatboy's Really Lost It (letras e vocais por: Ithaka) London Recordings [101]

### 2020
- Second Nature - "So Get Up" (sunrise mix) - letras e vocais por: Ithaka[102]
- Paolo Barbato & Lineka - "See You In The Next Life" (letras e vocais por: Ithaka) [103]

### 2021
- Sgarra - "So Get Up" (letras e vocais por: Ithaka) Woolly Woolly[104]
- Arturo Diaz - "So Get Up" (letras e vocais por: Ithaka) Coronita[105]
- Darkinox "Next Life" (letras e vocais por: Ithaka) Noisj Records[106]
- Sovax - "So Get Up" (letras e vocais por: Ithaka) Dusty Nose [107]

## Artigos, revisões, menções de So Get Up e seus derivativos
- 2013 Magnetic Magazine [USA] Sobre a versão de "So Get Up" por Cosmic Gate: escrito por Hannah DeuPree
- 2013 Daily Beat [USA] Sobre a versão de"So Get Up" por Cosmic Gate: escrito por Hugh Lurcott [108]
- 2013 UP Magazine [Portugal] Sobre as origens líricas da acapella de So Get Up: escrito por Maria Ana Ventura [12]
- 2013 Redbull [International] "Aconteceu aqui" Sobre as origens de So Get Up em Portugal.[109]
- 2014 DJ Mag [Paises Baixos] Sobre a versão de "So Get Up" por Cosmic Gate: escrito por Ruben De Ronde [110]
- 2015 Earmilk [USA] Sobre a colaboração de Armin Van Buuren & Cosmic Gate, mencionando So Get Up:  escrito por Steph Evans [111]
- 2015 Flash DC [USA] Regarding the orgins of So Get Up [112]
- 2017 Rimas e Batidas [Portugal] Mencionando a vocal de "So Get Up" por Ithaka como mais samplado acapella no mundo: escrito por Hugo Jorge [3]
- 2018 Redbull [International] "Essential Portuguese Club tracks" por Sammy Lee [113]

## Links externais
- So Get Up Facebook oficial
- Genius Lyrics
- CD Baby